# 周鉞 (成化進士)
周鉞（1461年—？），字廷儀，陝西西安左衛軍籍，四川夔州府梁山縣人，明朝政治人物。

## 生平
陝西鄉試第三十七名舉人，成化二十三年（1487年）中式丁未科會試第八十九名，三甲第七十三名進士。

## 家族
曾祖周均美；祖父周成；父周信，知縣。母陳氏。